# Eugeniusz Pankiewicz

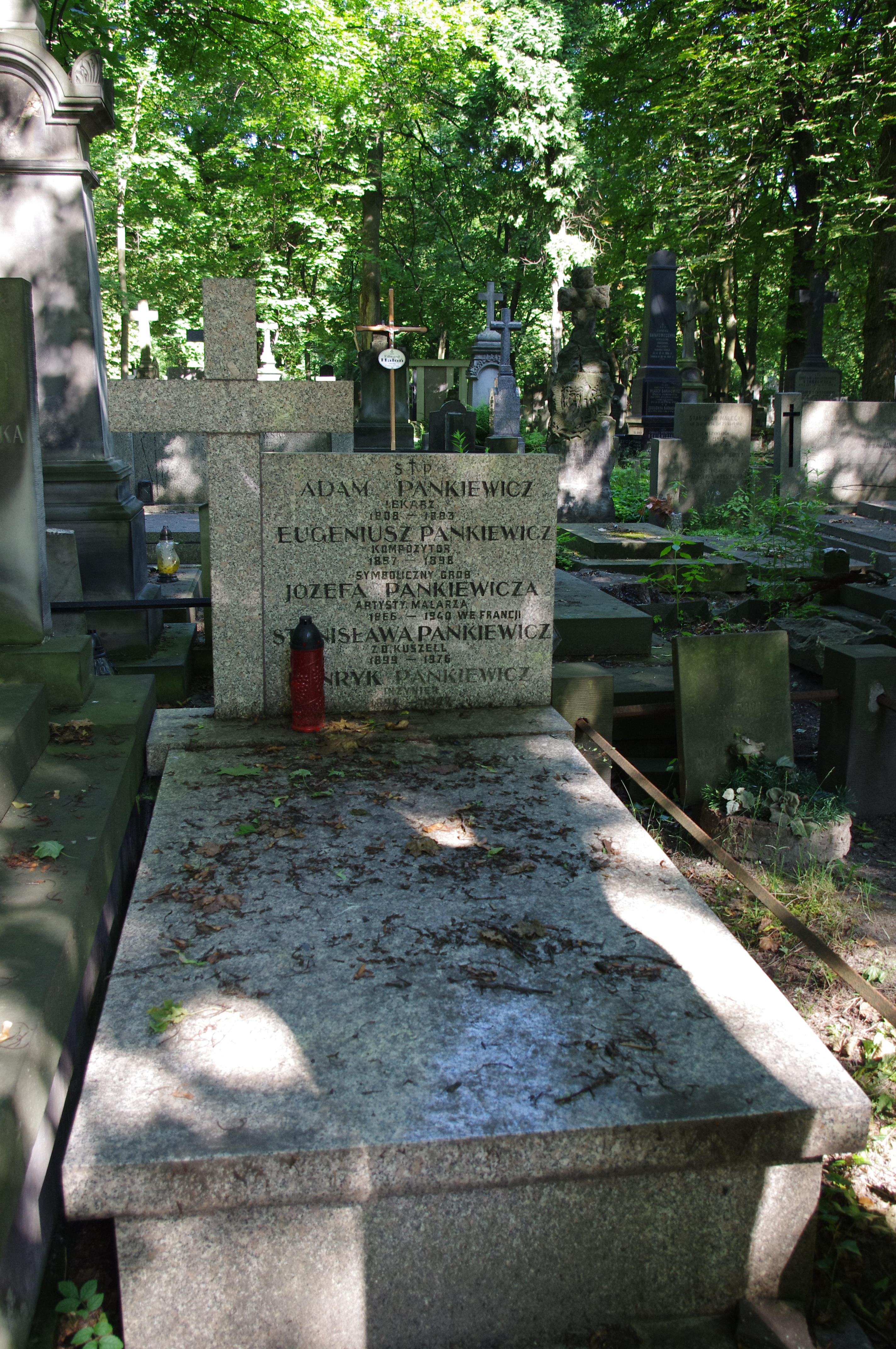
Grób kompozytora Eugeniusza Pankiewicza i jego brata – malarza Józefa Pankiewicza na Starych Powązkach w Warszawie

Eugeniusz Pankiewicz (ur. 15 grudnia 1857 w Siedlcach, zm. 24 grudnia 1898 w Warszawie) – kompozytor, pianista, pedagog.
Był synem Adama Pankiewicza (1808–1883) i Jadwigi Heleny z Eichlerów (1827–1904), córki Karola Ferdynanda Eichlera. Jego młodszym bratem był Józef Pankiewicz.
Ukończył gimnazjum w Lublinie, uczył się również gry na fortepianie m.in. u Józefa Wieniawskiego, a od 1876 r. w Instytucie Muzycznym, potem w konserwatorium w Moskwie.
W latach 1883–1885 i 1889–1894 prowadził klasę fortepianu w Instytucie Muzycznym i Instytucie Maryjnym. Występował jako pianista, solista i kameralista na koncertach w kraju i za granicą w Wiedniu, w Dreźnie, Berlinie i Lipsku, organizowanych przez Towarzystwo Śpiewacze „Lutnia” i Warszawskie Towarzystwo Muzyczne. Już w czasie nauki w gimnazjum rozpoczął działalność kompozytorską pisząc głównie utwory fortepianowe. Skomponował około 50 pieśni solowych, około 15 pieśni chóralnych i ponad 30 utworów fortepianowych i wariacji na kwartet smyczkowy. W swej twórczości nawiązywał do folkloru i muzyki ludowej. Jego utwory cechuje doskonała technika polifoniczna oraz zaawansowana harmonika zbliżona do impresjonicznej, stanowią one znaczącą pozycję w muzyce polskiej.
Został pochowany na cmentarzu Powązkowskim (kwatera 187-6-15).